# ラ・アルヘンティーナ

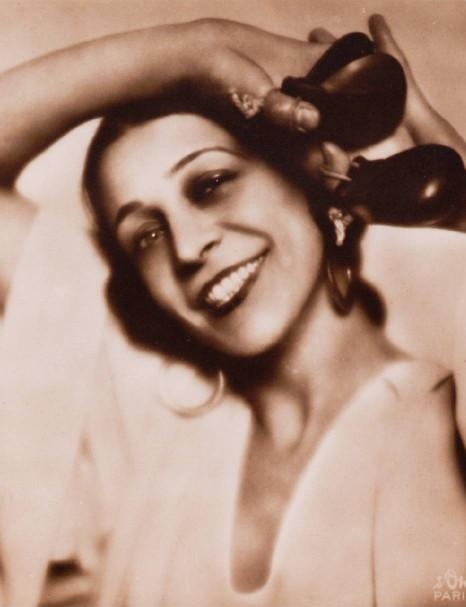
ラ・アルヘンティーナ

ラ・アルヘンティーナ（La Argentina 、本名アントニア・メルセ・イ・ルケ Antonia Mercé y Luque、1890年9月4日 - 1936年7月18日）は、舞踊家、振付家。劇場芸術としてスペイン舞踊における新古典様式を確立する上で大きな役割を果したことで知られ「カスタネットの女王」と呼ばれ、詩人のフェデリコ・ガルシーア・ロルカ、ディアギレフも絶賛した20世紀スペイン舞踊の革新者であった。

## 人物・生涯
アンダルシア出身の舞踊家マヌエル・メルセと母親ホセフィーナ・ルケ（カスティーリャ出身）の娘として、ブエノスアイレスで生まれる。若いころから天分に恵まれたダンサーとしての頭角を現した。生涯をダンスに捧げたのも両親の影響が大きく、4歳から父親がクラシック・バレエの指導にあたる。　
9歳で、マドリード王立劇場テアトロ・レアルで、デビューを飾り、11歳のころにはオペラ界のスターとなっていた。
父が死去した直後、クラッシック・バレエ界から退き、14歳で、母とともにスペインの伝統舞踊の勉強を始めるが、この新しいスタイルは、評価を受けることはなかった為、劇場やコンサート会場で披露するかわりに、カフェ・カンタンテ（居酒屋）やミュージック・ホール等での上演をしていた。　
第一次世界大戦前、パリのムーラン・ルージュやシャンゼリゼ劇場から招待を受け、ディアギレフ等の評論家から絶賛された。この頃から、ジプシーの踊りに関心を持ち、自分自身のスタイルとして昇華させた。米国ツアーを6回行なっており、フラメンコ・ギタリストのカルロス・モントージャを同行することもあった。
1929年1月来日。東京帝国劇場で公演を見た大野一雄が、功績を讃え、1977年「ラ・アルヘンチーナ頌」を発表。
フランスのバイヨンヌで死去。

## 受賞歴
- レジオンドヌール勲章
- イサベル・ラ・カトリカ勲章（英語版）